# Theodor Wedepohl

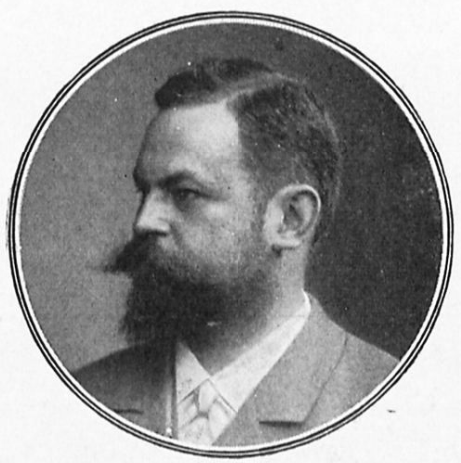
Theodor Wedepohl. Foto von Julius Cornelius Schaarwächter

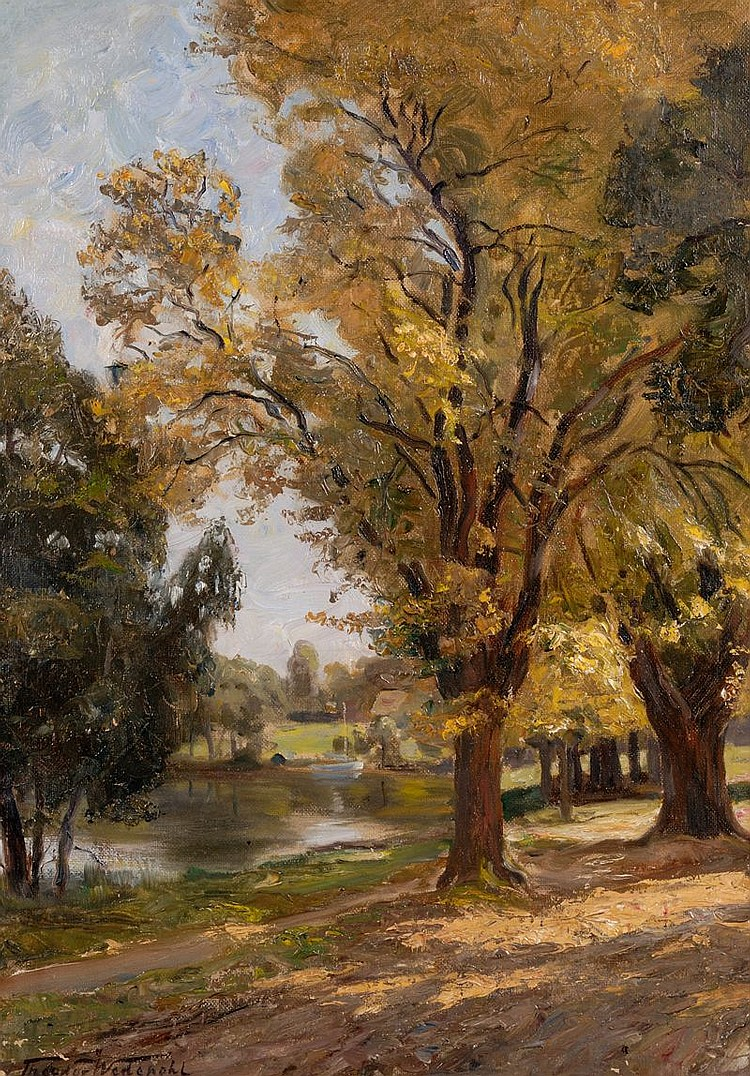
Herbstlandschaft

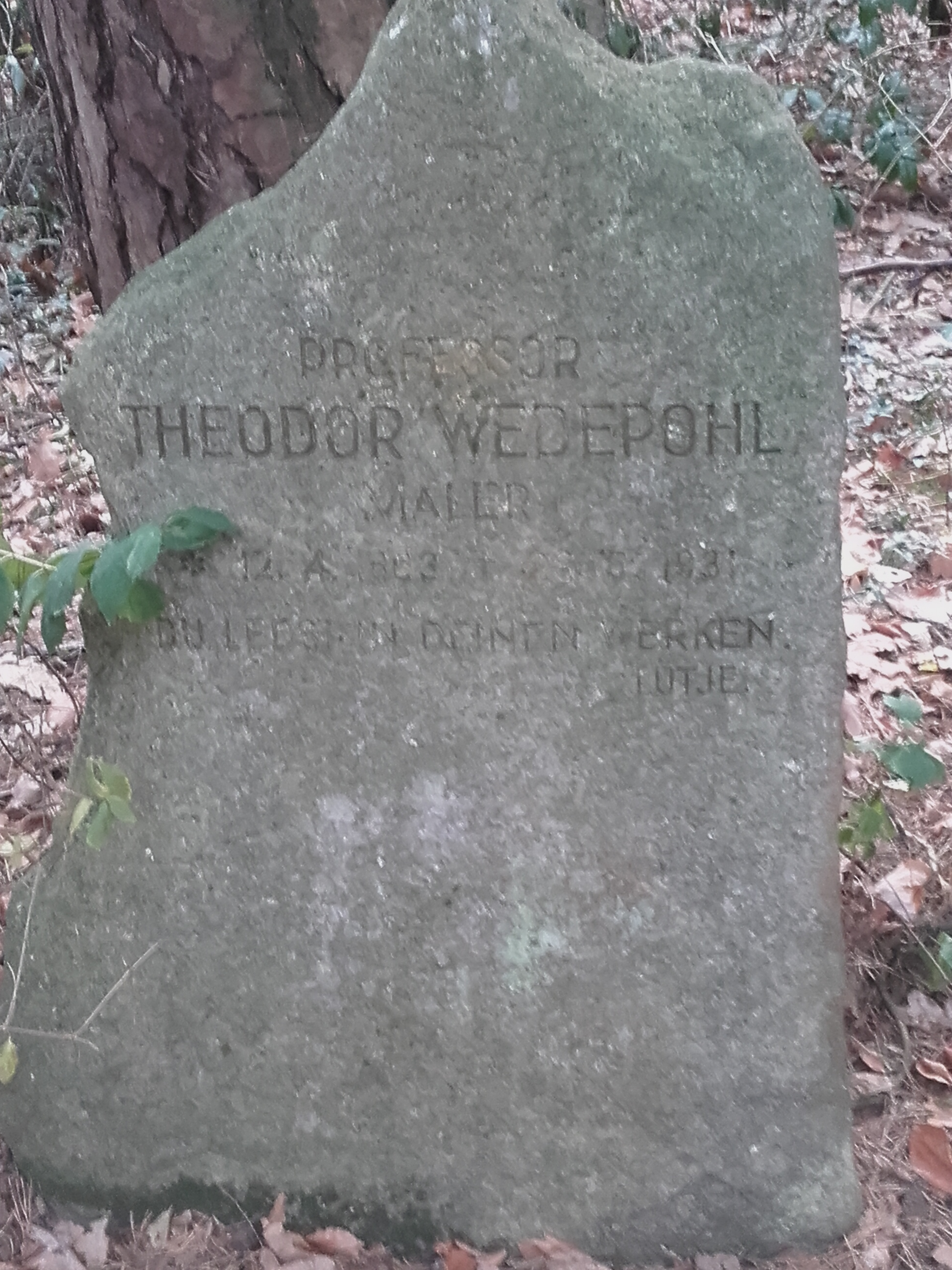
Wedepohls Grab auf dem Südwestkirchhof Stahnsdorf südwestlich von Berlin

Theodor Wedepohl (* 12. April 1863 in Exter (Vlotho); † 28. März 1931 in New York City) war ein deutsch-amerikanischer Genre-, Landschafts- und Porträtmaler.

## Leben
Wedepohl verbrachte seine Jugend in Westfalen und bei Magdeburg. Er begann als Autodidakt zu malen und zeigte seine Werke seit 1878 öffentlich.
Wedepohl begann sein Malerstudium 1882 an der Königlichen Akademie der Künste in Berlin. Seit 1887 nahm er an den Berliner Akademie-Ausstellungen und anderen Berliner Kunstausstellungen teil, wie zum Beispiel ab 1893 an der Großen Berliner Kunstausstellung. 1888 wurde Wedepohl Mitglied des Vereins Berliner Künstler, 1892 des Magdeburger St. Lukas-Künstlervereins.
Im Zeitraum von 1892 bis 1897 war er in Magdeburg tätig. Er heiratete Kathy Siegmund und wurde Vater von Edgar Wedepohl (1894–1983), dem zukünftigen Berliner Architekten und Hochschullehrer.
Die Jahre 1900 und 1901 verbrachte er in Rom, 1904 bis 1906 in Essen und Dortmund. Seit 1906 war er in Leipzig sowie in Berlin tätig, wo er zum Professor an der Kunstakademie berufen wurde.
Um 1910 besuchte er Island, wo er viele Landschaftsbilder schuf. Von etwa 1919 bis 1926 lebte und arbeitete er in Bad Saarow südöstlich von Berlin.
Er wanderte 1926 in die Vereinigten Staaten aus, wo er meist in New York City lebte. Sein Grab befindet sich auf dem Südwestkirchhof Stahnsdorf südwestlich von Berlin.

## Werke (Auswahl)
- Ästhetik der Perspektive. Über Wirkung, Stimmung und Schönheit der malerischen Perspektive. Wasmuth Verlag 1919, 81 Seiten
- Bild-Aufbau. Ein Buch für Künstler und Kunstfreunde. Verlag Gerlitt & Pollak, 1931, 190 Seiten